# ماركوس كانتي
ماركوس كانتي (بالإنجليزية: Marcus Canty)‏ هو مغني أمريكي، ولد في 22 يناير 1991.

## وصلات خارجية
- ماركوس كانتي على موقع ميوزك برينز (الإنجليزية)